# Carrie
Carrie (No Brasil Carrie, a estranha, em Portugal Carrie) é um romance epistolar de terror do autor estadunidense Stephen King. Foi seu primeiro romance publicado, lançado em 5 de abril de 1974, com uma primeira tiragem aproximada de 30.000 cópias.
Ambientado principalmente no ano de 1979, ela gira em torno da homônima Carrie White, uma garota do ensino médio desajustada, impopular e sem amigos, intimidada e abusada frequentemente pela sua mãe fanática religiosa, que depois de ser levada ao limite durante o seu baile de formatura, usa seus poderes telecinéticos recém-descobertos para se vingar daqueles que a atormentam. Durante o processo, ela causa um dos piores desastres locais que a cidade já teve.
King comentou que considera o trabalho "cru" e "com um poder surpreendente de machucar e horrorizar". É um dos livros mais frequentemente proibidos nas escolas dos Estados Unidos. Grande parte do livro usa excertos de jornais, artigos de revistas, cartas e trechos de livros para contar como Carrie destruiu a cidade fictícia de Chamberlain, Maine, enquanto se vingava de seus colegas sádicos e de sua própria mãe, a abusiva Margaret.
Várias adaptações de Carrie foram lançadas, incluindo um longa-metragem de 1976, um musical da Broadway de 1988 e uma peça off-Broadway de 2012, uma sequência de longas-metragens de 1999, um filme de televisão de 2002 e um longa de 2013. O livro é dedicado à esposa de King, Tabitha King: "Isto é para Tabby, que me meteu nele - e depois me livrou disso".

## Adaptações
- Um filme de 1976, chamado Carrie, a estranha, foi feito baseado nesse livro. Dirigido pelo diretor estadunidense Brian De Palma, o filme traz no elenco Sissy Spacek, John Travolta e vários outros.[4]
- Em 1999, uma sequência intitulada de "The Rage: Carrie 2" foi lançada. A premissa é que o pai de Carrie teve outro casamento e outra filha com poderes telecinéticos. Sue Snell, a única sobrevivente da trágica festa, é agora conselheira da escola.
- Em 2002, uma refilmagem como telefilme foi lançada (Carrie (2002)), estrelando Angela Bettis, Emilie de Ravin e Patricia Clarkson.
- A telenovela da Rede Globo Chocolate com Pimenta, faz alusão a cena do banho de sangue quando jogam um balde de tinta verde na protagonista.
- Em 1998 o especial de fim de ano "Sandy & Junior" foi baseado na história de Carrie. Coincidentemente foi vivida por Mariana Ximenes, a atriz viria a refazer a cena do banho de sangue anos depois na novela "Chocolate Com Pimenta".
- Novela Rainha da Sucata exibida pela Rede Globo em 1990, traz uma referência a cena do banho de sangue, quando jogam lixo em cima da protagonista Maria do Carmo.
- Em um episódio de Eu, a Patroa e as Crianças, Claire faz uma referência a Carrie quando diz que a mesma se divertiu mais que ela em seu baile.
- Em 2013, uma nova refilmagem foi lançada, estrelando Chloë Grace Moretz e Julianne Moore.[5]
- Em 2018, a série de TV Riverdale teve um episódio musical baseado em Carrie sendo intitulado como "A Night to Remember"[6]